# دومينغو فرنسيسكو سانشيز
دومينغو فرنسيسكو سانشيز (بالإسبانية: Domingo Francisco Sánchez)‏ هو سياسي باراغواياني، ولد في 20 مارس 1795 في أسونسيون في باراغواي، وتوفي في 1 مارس 1870 بسبب قتل في المعركة.